# Scaphytopius celtidis
Scaphytopius celtidis är en insektsart som beskrevs av Ball 1931. Scaphytopius celtidis ingår i släktet Scaphytopius och familjen dvärgstritar. Inga underarter finns listade i Catalogue of Life.